# Arkanoid
Arkanoid es un videojuego de arcade desarrollado por Taito en 1986. Está basado en Breakout de Atari de 1976.

## Desarrollo o sistema de juego
Allí controlas una pequeña plataforma apodada Nave Espacial Vaus, que impide que una bola salga de la zona de juego, haciéndola rebotar. En la parte superior hay ladrillos o bloques, que desaparecen al ser tocados por la bola.
Cuando no queda ningún ladrillo, pasas al siguiente nivel, donde hay otro patrón de bloques. Cada vez que pasas de pantalla el nivel de dificultad aumenta, enganchándote aún más. Hay distintas variaciones (ladrillos que hay que golpear varias veces para que desaparezcan, naves enemigas y otros) y cápsulas que refuerzan a la Vaus (azul: expandiéndola, rojo: colocándole un cañón láser, rosado: paso directo al siguiente nivel, celeste: aumento del número de bolas, plomo: aumentando vidas, verde: atrapar la pelota, naranja: reducir la velocidad de la pelota) Todos los niveles son verdaderamente coloridos y tienen su propio estilo. Hay pequeñas figuras que pueden golpearse por algunos puntos e incluso son diferentes por cada nivel. Tienes 3 vidas al principio, y después de que las pierdes todas, tendrás que empezar otra vez desde el inicio.
En el round 33 (36 en la versión de NES), el último nivel, te enfrentas al principal enemigo del juego, Doh. Una vez que llegues a este nivel, debes vencer a Doh con el número de Vauses que tengas en reserva, si no, el juego termina y pierdes.
El enemigo del juego Doh, es muy parecido a las estatuas Moai, de la isla Rapa Nui, de Chile.

## Historia
La popularidad del juego hizo que se desarrollaran cuatro versiones para el mercado de las máquinas arcade: Arkanoid, Tournament Arkanoid y Revenge of Doh (Arkanoid II), ambas en 1987, y Arkanoid Returns en 1997.
Muchas de las computadoras de 8 bits (ZX Spectrum, Amstrad CPC 464, Commodore 64, MSX, Atari 8-bit, Apple II...) fueron muy populares en Europa en los 80. Una conversión de consola en la NES también fue popular, por lo que ha sido convertido para computadoras de 16 bits como el Commodore Amiga, el Atari ST, el Apple IIGS y la IBM PC, además de desarrollarse una conversión para el TRS-80 Color Computer en 1989.
Una versión para SNES, llamada Arkanoid: Doh it Again, se lanzó en 1997. Arkanoid Returns y su secuela, Arkanoid Returns 2000, se lanzaron en Japón para PlayStation. Las versiones de 16 bits tuvieron exactamente los mismos gráficos que el juego original. La conversión de Arkanoid para Commodore 64 es conocida por ser el primer juego para este sistema que incluyó música que usó samples digitalizados (compuestos por Martin Galway).
Los controles usados difieren entre las máquinas, y algunas conversiones permitieron múltiples métodos de control. Los dos métodos básicos de control fueron digitales y analógicos. Los controles digitales (muchos joysticks y teclados) son considerados menos convenientes que los analógicos (como ratones y trackballs): mientras que los digitales limitan al jugador a una única velocidad, los analógicos permiten mover la Vaus casi a cualquier velocidad deseada a través del a pantalla.
La versión de Arkanoid para NES fue empacada inicialmente con el que se considera uno de los mandos menos comunes de esta consola: el Controlador Vaus, un pequeño mando con un único botón, una pequeña rueda (con ángulo de giro limitado), un puerto y el logotipo de Taito. Aunque pudo jugarse con el mando digital estándar de NES, el juego óptimo se consiguió con el Controlador Vaus.
Arkanoid sigue siendo un juego muy popular, y es clonado frecuentemente para títulos de freeware y shareware. La mayoría de las empresas también lo han clonado habitualmente para sus máquinas; además, Arkanoid o sus secuelas no aparecen en ninguna de las recientes recopilaciones Taito Memories o Taito Legends, posiblemente ante todas las acciones legales de Atari.

## Juegos relacionados
1. Breakout (1976)
2. Arkanoid (1986)
3. Arkanoid: Revenge of Doh (1987)
4. Arkanoid: Doh It Again (1997)
5. Arkanoid Returns (1997)
6. Arkanoid DS (2007)

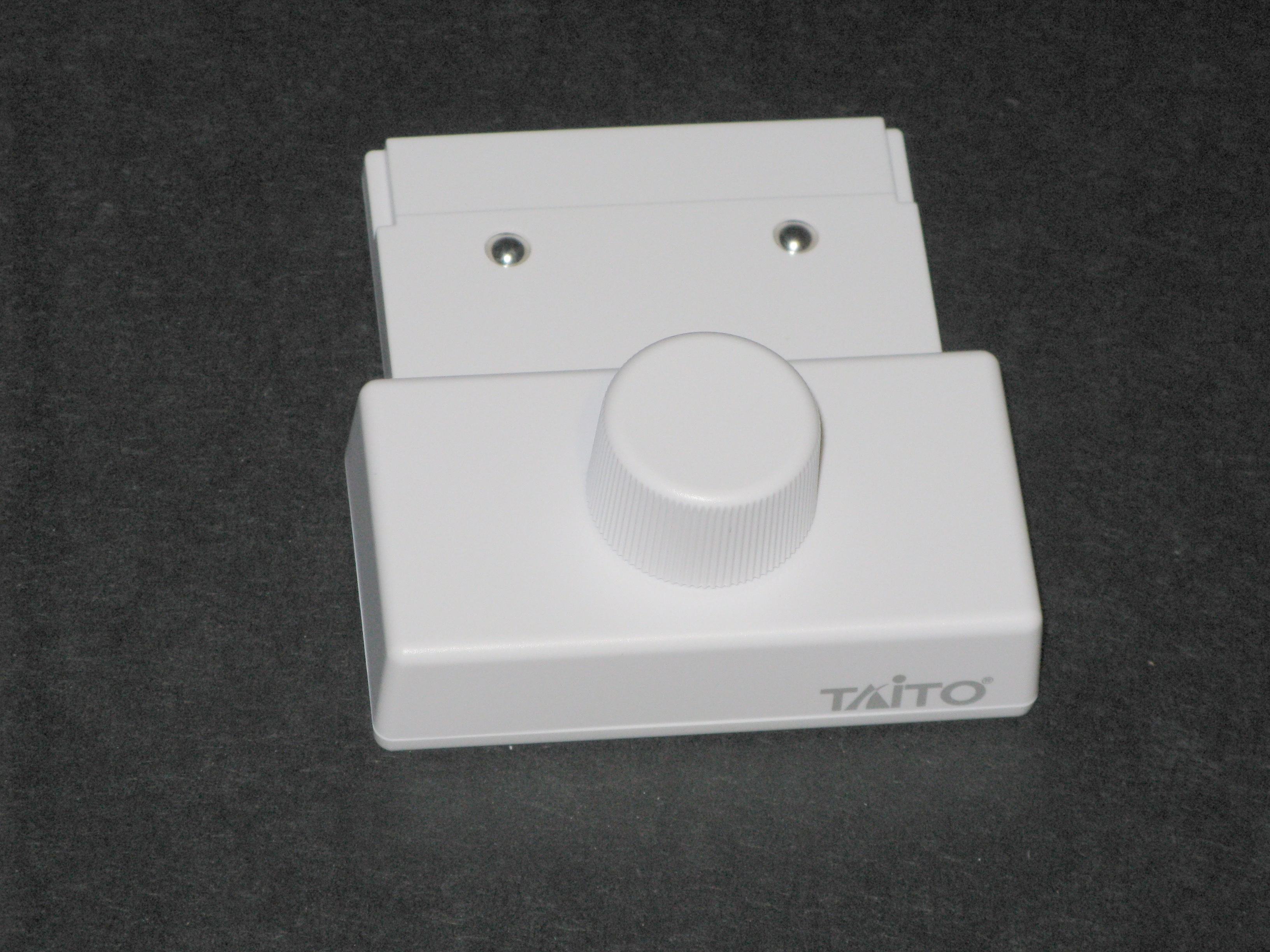
Controlador Taito Paddle de Nintendo DS, para usar con Arkanoid.

7. Arkanoid Live y Arkanoid Plus! (2009)
8. Arkanoid vs Space Invaders (2015)
9. Arkanoid: Eternal Battle (2022)

## Clones de Arkanoid
Hay muchos clones de Arkanoid. Posiblemente, los más famosos sean Krackout (1987, Traz (1988) y Krypton Egg (1989). El juego freeware Bananoid atrajo la atención sobre el IBM PC a causa de sus gráficos VGA. Amegas (1987) en el Commodore Amiga, es históricamente muy importante puesto que su música fue la primera pieza de tracker/MOD producida.

### 1987
- Act Out (Commodore Amiga)
- Amegas (Amiga)
- Ball Raider (* Exploding Wall (1989, Amstrad CPC, Commodore 64, ZX Spectrum)
- Krypton Egg (1989, Amiga, Atari ST, IBM PC)
- Snoball in Hell (1989, Amstrad CPC, Commodore 64, ZX Spectrum)
- Titan (1989, Amstrad CPC, Commodore 64, ZX Spectrum)
- The Brick (1989, Amstrad CPC, ZX Spectrum)
- Crasher (1991, Commodore 64)
- Aquanoid (1992, IBM-PC, shareware)
- Plexnoid (1992, Commodore 64)
- Electranoid (1994, IBM PC)
- Mega Ball (1995, Amiga)
- DX-Ball (1996, IBM PC, shareware)
- DX-Ball 2 (1998, IBM PC, shareware)
- Ricochet Xtreme (2001, IBM PC, shareware)
- Ball Attack (2002, IBM PC, shareware)
- Ricochet: Lost Worlds (2004, IBM PC, shareware)
- Super DX-Ball* (2004, IBM PC, shareware)
- Arkanoid 360* (2009,xbox360 arcade)

## Juegos inspirados por Arkanoid

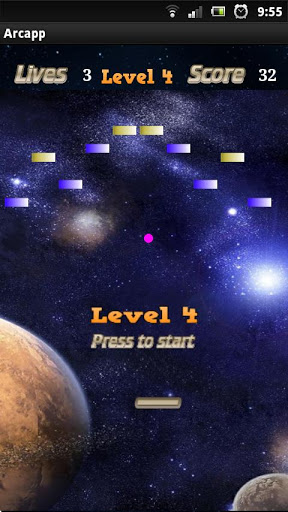
Captura de Arcapp blocks breaker, inspirado en Arkanoid.

- Ball Breaker y Ball Breaker 2 (1987/88, Amstrad CPC, ZX Spectrum)
- 3-D Breakout (1988, Commodore 64)
- Bank Buster (1988, Amiga, Atari ST)
- Beat Ball and Beat Ball 2 (IBM PC)
- Jinx (1988, Amiga, Commodore 64, Atari ST)
- Hot Shot (1989, Amiga, Amstrad CPC, Commodore 64, Atari ST, ZX Spectrum)
- Lords of War (1989, Amiga)
- Beyond the Black Hole (1990, Commodore 64)
- Botics (1990, Amiga, Atari ST)
- Escape from Tharkan (1990, Amiga)
- Light Corridor (1990, Amiga, Amstrad CPC, Atari ST, ZX Spectrum)
- Bunny Bricks (1992, Amiga, Amstrad CPC, Atari ST)
- Touhou: highly responsive to prayers (1996, PC-98, NEC Corporation)
- Dark Ball (2004, Windows)
- Vortex (2006, Apple iPod)
- AlphaBounce (2007,el mejor de Motion Twin, Juego en línea)
- Magic Ball (2006-2010, versiones 1, 2, 3 y 4. Alawar)
- Block Breaker Deluxe 2 (2007, Gameloft, juego Java para móviles)
- Brilek (2010, Delek Games)
- Dark Ball 2: Kharma (2010, Windows)
- Arcapp, blocks breaker (2013, Serial MMF Software, Android)
- Brickeon Break Bricks (2015, EoloGames, Android)
- Arkanois (2018, Museumis, Android)
- Bronkanoid (2020, El Hombre Cubo, Android)

## Adaptación
- Vaus de Arkanoid hace un breve cameo en el Volumen 1 de Warera Hobby's Famicom Seminar.